# فريدا بريغز
فريدا بريغز (بالإنجليزية: Freda Briggs) هي عاملة اجتماعية وضابطة شرطة وأستاذة جامعية بريطانية وأسترالية، ولدت في 1 ديسمبر 1930 في هدرسفيلد في المملكة المتحدة، وتوفيت في 7 أبريل 2016 في Royal Adelaide Hospital ‏ في أستراليا.